# Estrep (os)

Anatomia de l'orella humana:
1: Orella externa.
5: Orella mitjana: 4: Timpà, 6: Ossicles: 7: Martell, 8: Enclusa, 9: Estrep. 10: Caixa timpànica.
13: Orella interna.
Altres: 11: Os temporal, 12: Trompa d'Eustaqui.

L'estrep és l’os més petit del cos humà, amb una longitud entre 2,5 i 3 mm, la seva base és la més externa de la creu d'ossets auriculars. Pertany a la cadena d’ossets de l'oïda mitjana i està localitzat a la caixa del timpà. És un dels tres ossicles de l’orella que uneix l'enclusa a la finestra oval, que és adjacent al vestíbul de l'orella interna. Está format per un cap, una base o platina dos branques que són una anterior i una altra posterior i un coll que és el punt d’unió de les branques i el cap. En vertebrats no-mamífers, l'os anàleg a l'estrep s'anomena columel·la; tanmateix, en rèptils qualsevol dels dos noms és vàlid.

L'estrep transmet les vibracions sonores des dels extrems als que està articulat, per un costat amb l'enclusa (un altre osset de l'oïda mitjana) i per altre costat amb la finestra oval a la que queda totalment adherida.
Al coll de l'estrep s'insereix un múscul mitjançant un curt tendó connectat amb l’osset i innervat pel VII parell cranial (facial). Es troba a la paret posterior de la caixa del timpà.
Es contrau en una resposta reflexa a un so d’alta intensitat, desplaçant l'estrep cap a fora i cap enrere. Aquesta resposta és de caràcter involuntari i és anomenada reflex estrapedial o reflexe d’atenuació. Aquest reflexe, és de caràcter bilateral, de manera que quan el estímul sonor intens arriba a una de les oïdes, es produeix la contracció reflexa del múscul de l'estrep en ambdues oïdes. La contracció del múscul del estrep determina un augment de la rigidesa de la cadena d’ossets al traccionar de l’osset.
L’acció reflexa estrapedial pot produir una atenuació de fins a 20dB. Aquesta protecció actua a nivells compresos entre els 75 i 95dB. Les constants de temps del reflexe estapedial són molt lentes; La atenuació de la sonoritat només és eficaç després d’uns 150 ms i el temps de relaxació és aproximadament d’uns 400ms.

Es parla de la impedancia, com una acció brusca de contracció del múscul de l'estrep davant d’un cop fort, que això generalment crea una disminució de la mobilitat de la cadena osicular i, com a conseqüència tenim un augment de la impedancia.